# トヨタ・ファンカーゴ
ファンカーゴ（FunCargo）は、トヨタ自動車が生産・販売していた小型トールワゴンである。

## 概要

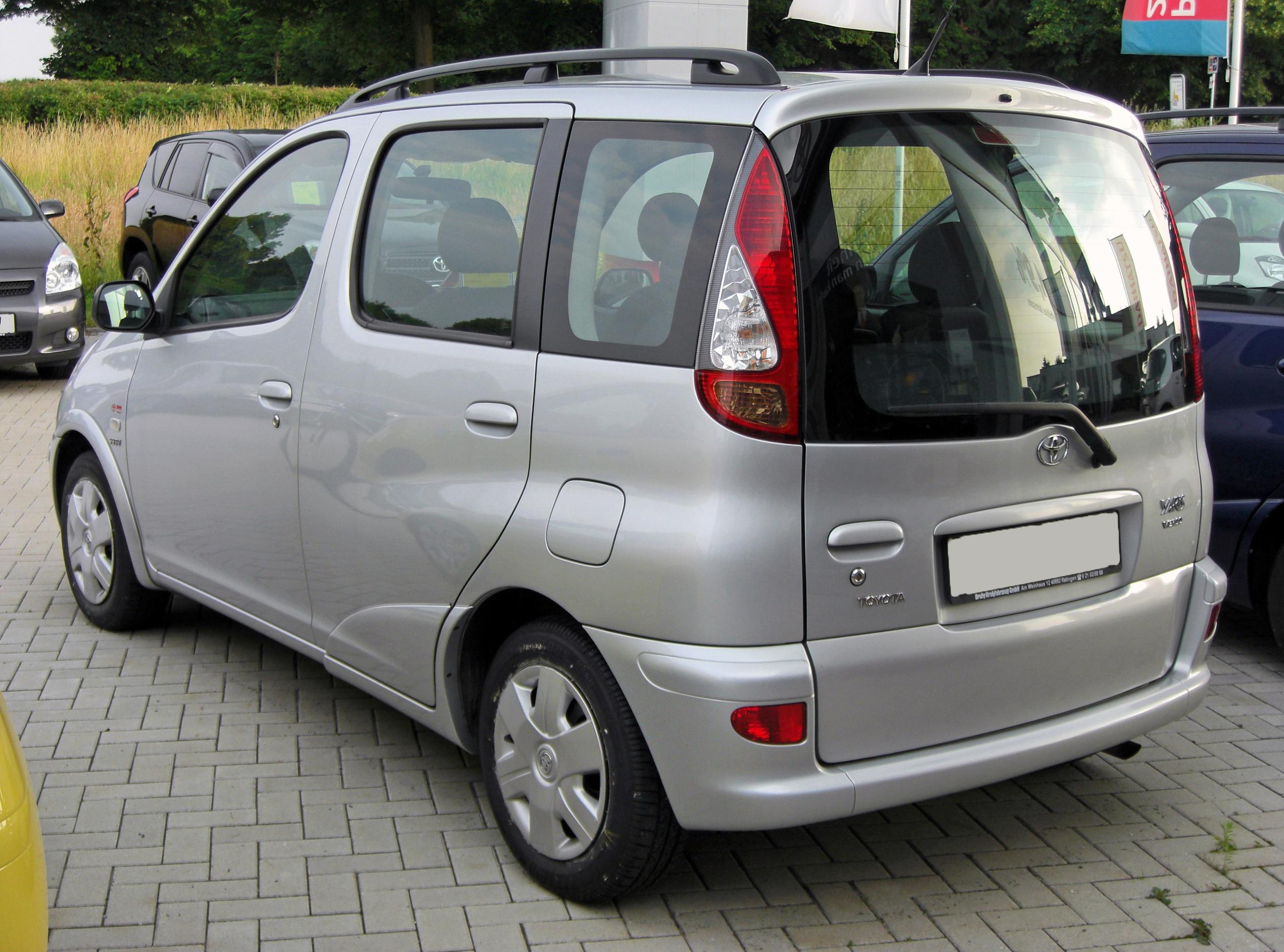
後期型 リヤ
ヤリスヴァーソ
（2002年8月-2005年10月）

5ドアの背の高いワゴンボディというスタイリングで、初代ヴィッツの車台をベースとしたモデルである。当時のトヨタはスモールカーを革新するため、ラウムやヴィッツなど、いくつかの意欲的なモデルを登場させている。同じくヴィッツをベースとするbBとは異なり、当時の欧州の趣向に沿った抑揚の強いデザインとされる。一般的なトールワゴンとは異なり、リアシートは商用車的なベンチシートとなっており、収納のためにシートバックのサイズをミニマムとするなど、座り心地よりも、フルフラットなラゲッジスペースを優先に開発されており、広いリアスペースを確保するため、ホイールベースはヴィッツより130mm、全長を250mm拡大したほか、リアシートをフロントシートの下にすっぽりと収納できるリトラクタブル機構を採用。
エンジンはFFモデルが1.3L･2NZ-FE型及び1.5L･1NZ-FE型を搭載、4WDモデルは1NZ-FE型のみを搭載する。トランスミッションは 全車4速AT（Super ECT）が設定される。
ブレーキは前輪がベンチレーテッドディスク式、後輪がドラム式で、ABSとブレーキアシストを標準装備し、サスペンションやブレーキなどの基本部分は、兄弟車と共通している。
欧州市場では「ヤリスヴァーソ」、すなわち「ヤリスのバン」という意味の名称で販売された。イギリスでのユーザー満足度調査で一位を獲得するなど、ターゲットとしていた欧州で高い評価を得た。
ファンカーゴは実用的で利便性の高い広く機能的な車内空間を備えている。インパネにセンターメーターレイアウトを採用、同時発売されたプラッツとともに、当初からISOFIX対応のリヤシートが全車標準装備された。リヤシートには床下や前方への格納機能があり、広い荷室を簡単に設定することができる。自転車や大型のクロスバイクなどもそのまま標準装備のフックを使用して収納できるなど、当時のコンパクトカーの中でも最大レベルのキャビン容積・収納スペースを備えている。このためラゲッジスペースには小物の収納スペースが用意され、AC100V電源のコンセント装備も可能と、まさに部屋として使えるスペースとなっていた。この容積を利用してキャンピング用途や車いすでの乗降が可能な介護福祉車両（ウェルキャブ）としても使用されている。また大都市を中心にタクシーとして使われることも多い。
3860mmの全長に対し、2500mmのロングホイールベースとし、余裕のあるヘッドクリアランスも確保している。
バックドアはハッチバックではなく、ヨーロッパのコマーシャル版で一般的だった横開き構造を採用しており、ハンドリングも良好で、ヨーロッパのスモールカーが、持つ仕立ての良さも感じられた。
トヨタモデリスタインターナショナルからは、特別仕様車「VF130」が350台限定で販売された。
第20回 1999-2000日本カー・オブ・ザ・イヤーをプラットフォーム共用車種のヴィッツ、プラッツとともに受賞し、海外でも「ヤリスヴァーソ」として人気を獲得するなど、トヨタの意欲的かつ斬新な1台として好評価を受けた。
キャッチフレーズは「携帯空間」で、早口でストーリー展開されるCMが話題となった。

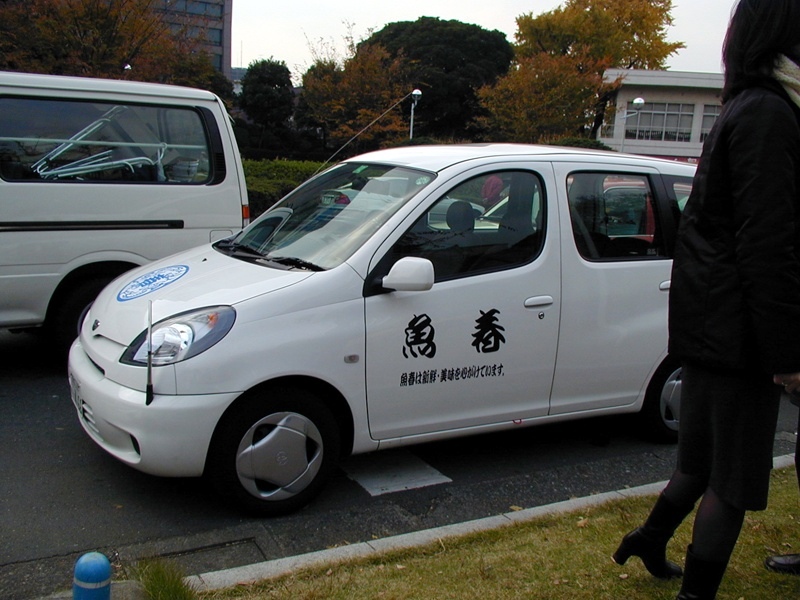
ドラマ「やまとなでしこ」の魚春配送車 （前期型）
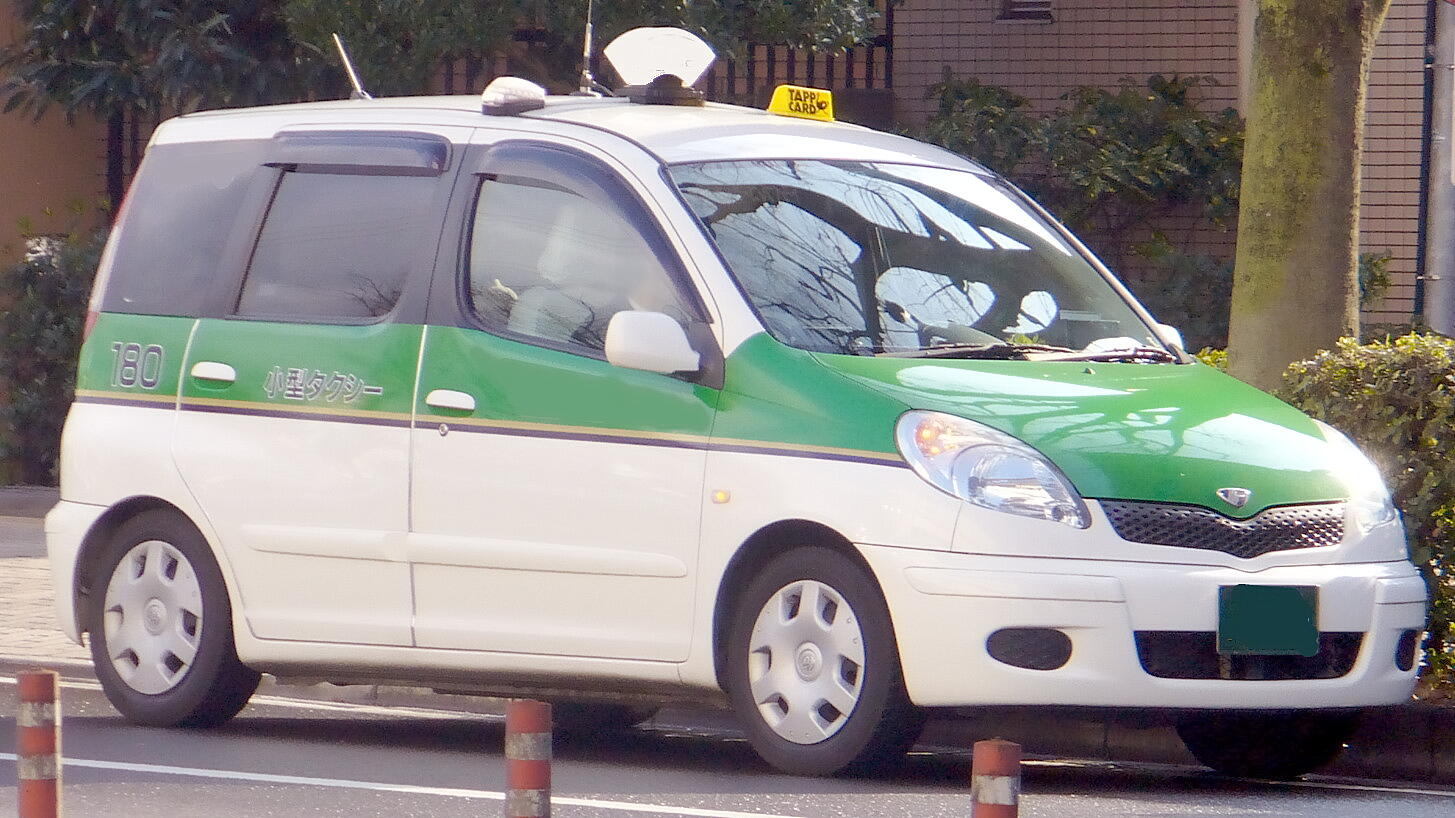
ワゴンタクシー仕様車 （後期型）
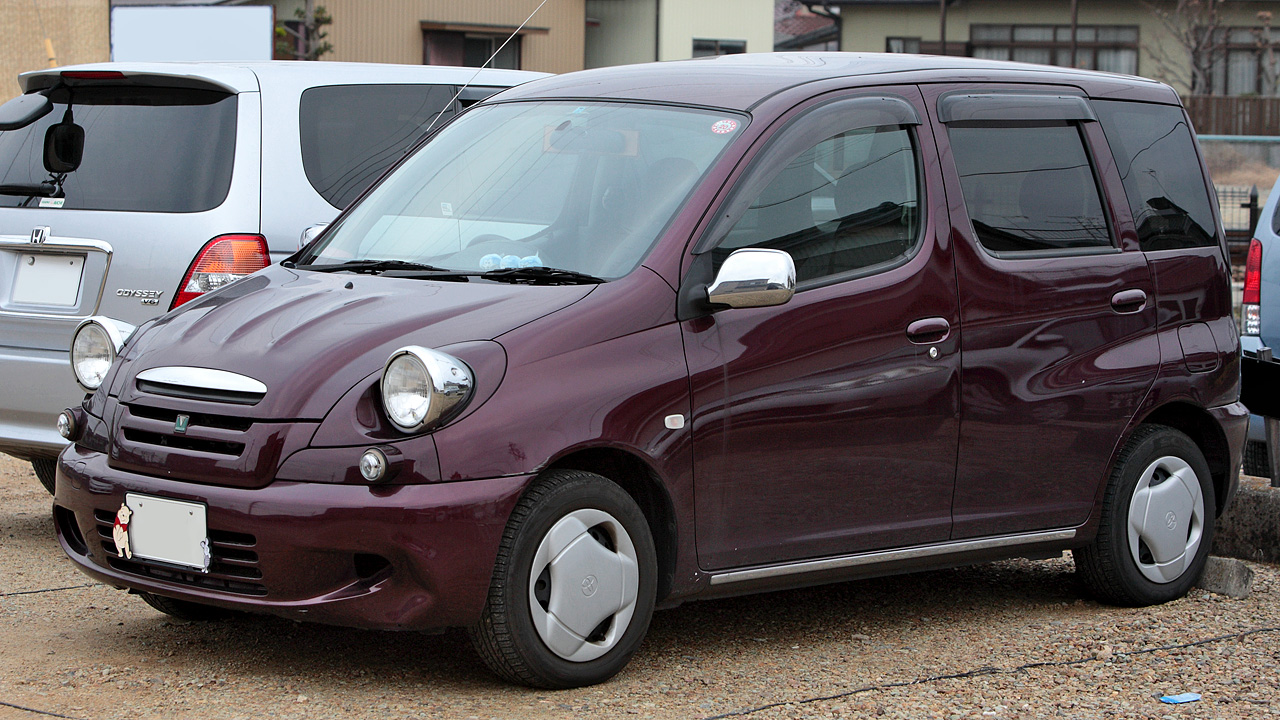
VF130 モデリスタ

## 型式 NCP2#型 (1999年～2005年)
- 1997年10月 - 第32回東京モーターショーにてFuncargoコンセプトとして参考出品。
- 1999年8月30日 - ファンカーゴ発表および発売。
- 2000年
  - 1月 - 一部改良。リヤシートヘッドレストを全車標準装備化。
  - 8月 - 一部改良。ボディカラーにグリーンパールマイカを追加設定。
全車「平成12年基準排出ガス25%低減レベル」（☆・G-LEV）を達成。
  - 12月 - 一部改良。EBD付ABSを全車標準装備化。
- 2001年
  - 1月 - 一部改良。「G」と「X」に特別仕様「マジョーラ」を追加設定。マジョーラカラーは当時実用化されたばかりで、見る角度や光の当たり方によってさまざまな色に変化して見える偏光性塗料で、こちらでは「エメラルドスペクトラシャイン」という青紫系のカラーが採用されている[2]。
  - 8月 - 一部改良。ボディカラーでスーパーホワイトIIからホワイトに変更設定。
- 2002年8月8日 - マイナーチェンジ。
フェイスリフト実施と、エンジン改良により、全車が平成12年基準排出ガス75％低減レベルとなったほか、室内ではステアリングホイールやメーターなどに手を加え、デザインを変更している[2]。
内装ではインパネのデザイン・車内の全体的な色調の変更などを、外装ではフロントグリル・ヘッドライト・バンパー・リアコンビネーションランプなどの変更。また、「G」と「X」に「ペアベンチバージョン」および「リアリビングバージョン」を追加設定した。リアリビングバージョンは、それまで4:2:4に3分割されていた商用車的なリアシートが、一般的な6:4の快適なシートへと変更されたが、シートの床下への収納はできなくなっている[2]。
全車「平成12年基準排出ガス75%低減レベル」（☆☆☆・U-LEV）を達成。
- 2003年6月 - 一部改良。「X」に「HIDセレクション」を追加設定。
- 2004年2月 - 一部変更。
全車「平成17年基準排出ガス50%低減レベル」（新☆☆☆・U-LEV）を達成。また、「1.3X」は「平成22年度燃費基準＋5%達成車」の、「1.3J」および「1.5G（FF車）」は「平成22年度燃費基準達成車」の認定をそれぞれ受けた。
- 2005年
  - 9月[3] ｰ オーダーストップに伴い生産終了。以降は在庫対応分のみの販売となる。
  - 10月 - 販売終了。1代限りでモデル廃止となった。後継車はラクティス。

## 車名の由来
「楽しい」を意味する英語の「fun」と、「積荷」を意味する英語の「cargo」の合成語。

## 取扱ディーラー
トヨタカローラ店とトヨタビスタ店（販売店統合後はネッツトヨタ店）で販売された。